# Asociația Suporter Club Oțelul Galați 2025-2026
Questa voce raccoglie le informazioni riguardanti il Asociația Suporter Club Oțelul Galați nelle competizioni ufficiali della stagione 2025-2026.

## Stagione
Nella stagione 2025-2026 l'Oțelul Galați disputa il campionato di Liga I, dopo l'ottavo posto della stagione precedente.

## Divise e sponsor
Lo sponsor tecnico per la stagione 2025-2026 è Adidas, mentre il main sponsor è MrBit.
| Casa | Trasferta | Terza divisa |

## Organigramma societario
Area direttiva
- Presidente: Cristian Munteanu
- Vicepresidente: Florin Zaharia
- Segretario di dirigenza: Mihai Viorel Duda

Area organizzativa
- Brand manager: Marian Brăilescu
- Contabilità: Filote Culița
- Segreteria: Geanina Tătaru
- Dipartimento legale: Constantin Savin
- Ordine e sicurezza: Aurel Brașoveanu
- Ticketing: Bogdan Juravlea
- Analista video: Virgil Rădulescu
- Responsabilità sociale: Virgil Rădulescu
- Accesso disabili: Dănuț Roșcan

Area comunicazione
- Ufficio stampa: Dănuț Lungu
- Fotografo: Valentin Munteanu

Area tecnica
- Allenatore: László Balint
- Allenatore in seconda: Alin Pînzaru
- Delegato: Ionuț Neagu
- Allenatore dei portieri: Iulian Olteanu
- Preparatore atletico: Alexandru Radu
- Magazzinieri: Iulian Dogaru, Cristian Bahnașu

Area sanitaria
- Medico sociale: Ionuț Băneșanu
- Fisioterapista: Marius Matei
- Massaggiatori: Costel Crăciun, Alexandru Bălan

## Rosa
Rosa e numerazione aggiornate al 19 agosto 2025.
| N. |                       | Ruolo | Calciatore              |
| -- | --------------------- | ----- | ----------------------- |
| 1  | Romania (bandiera)    | P     | Cosmin Dur-Bozoancă     |
| 2  | Bulgaria (bandiera)   | D     | Milen Želev             |
| 3  | Colombia (bandiera)   | D     | Julián Bonilla          |
| 4  | Portogallo (bandiera) | D     | Né Lopes                |
| 5  | Russia (bandiera)     | D     | Vadik Murria            |
| 7  | Portogallo (bandiera) | A     | Andrezinho              |
| 8  | Portogallo (bandiera) | C     | João Lameira (capitano) |
| 9  | Capo Verde (bandiera) | A     | Patrick Fernandes       |
| 10 | Romania (bandiera)    | A     | Eric Bicfalvi           |
| 11 | Romania (bandiera)    | A     | Ștefan Bană             |
| 14 | Romania (bandiera)    | D     | Andrei Rus              |
| 15 | Romania (bandiera)    | A     | Cristian Neicu          |
| 16 | Romania (bandiera)    | D     | Dan Neicu               |
| 17 | Romania (bandiera)    | C     | Andrei Ciobanu          |

| N. |                       | Ruolo | Calciatore      |
| -- | --------------------- | ----- | --------------- |
| 18 | Capo Verde (bandiera) | C     | João Paulo      |
| 19 | Romania (bandiera)    | C     | Radu Postelnicu |
| 20 | Romania (bandiera)    | A     | Daniel Sandu    |
| 22 | Romania (bandiera)    | P     | Gabriel Ursu    |
| 23 | Romania (bandiera)    | C     | Cristian Chira  |
| 24 | Romania (bandiera)    | A     | Denis Bordun    |
| 29 | Romania (bandiera)    | D     | Răzvan Trif     |
| 30 | Romania (bandiera)    | C     | Matei Frunză    |
| 31 | Croazia (bandiera)    | C     | Diego Živulić   |
| 32 | Romania (bandiera)    | P     | Iustin Popescu  |
| 77 | Portogallo (bandiera) | A     | Paulinho        |
| 88 | Brasile (bandiera)    | D     | Kazu            |
|    | Romania (bandiera)    | D     | Paul Iacob      |

## Calciomercato

### Sessione estiva(dall'1/7 al 30/9)
| Acquisti         | Acquisti          | Acquisti            | Acquisti      |
| R.               | Nome              | da                  | Modalità      |
| ---------------- | ----------------- | ------------------- | ------------- |
| D                | Paul Iacob        | Rapid Bucarest      | svincolato    |
| D                | Kazu              | Gil Vicente         | svincolato    |
| D                | Né Lopes          | Torreense           | svincolato    |
| D                | Vadik Murria      | Tarazona            | svincolato    |
| D                | Dan Neicu         | FC Nöttingen        | svincolato    |
| D                | Răzvan Trif       | UTA Arad            | svincolato    |
| C                | Andrei Ciobanu    | Farul Costanza      | svincolato    |
| C                | Matei Frunză      | Rapid Bucarest      | svincolato    |
| C                | João Lameira      | Baltika Kaliningrad | svincolato    |
| C                | João Paulo        | Sheriff Tiraspol    | svincolato    |
| A                | Andrezinho        | Alverca             | svincolato    |
| A                | Denis Bordun      | Unirea Braniștea    | fine prestito |
| A                | Ștefan Bană       | Univ. Craiova       | prestito      |
| A                | Patrick Fernandes | Maritimo            | svincolato    |
| A                | Cristian Neicu    | Oberneuland         | svincolato    |
| A                | Paulinho          | Viborg              | svincolato    |
| Altre operazioni |                   |                     |               |
| R.               | Nome              | da                  | Modalità      |
| P                | Gabriel Ursu      | Unirea Braniștea    | fine prestito |
| D                | Ștefan Farcaș     | Câmpulung           | fine prestito |
| C                | Jakob Novak       | Jeñis               | fine prestito |
| A                | Daniel Sandu      | Metaloglobus        | svincolato    |

| Cessioni         | Cessioni           | Cessioni           | Cessioni      |
| R.               | Nome               | a                  | Modalità      |
| ---------------- | ------------------ | ------------------ | ------------- |
| D                | Martin Angha       | Uthai Thani        | svincolato    |
| D                | Jonathan Cissé     | Univ. Cluj         | svincolato    |
| D                | David Maftei       | Farul Costanza     | fine prestito |
| D                | Miguel Silva       | Univ. Cluj         | svincolato    |
| D                | Nikola Stevanović  | Univ. Craiova      | definitivo    |
| D                | Răzvan Trif        |                    | svincolato    |
| C                | Samy Bourard       |                    | svincolato    |
| C                | Neluț Roșu         |                    | svincolato    |
| C                | Răzvan Tănasă      | Farul Costanza     | fine prestito |
| C                | Samuel Teles       | Univ. Craiova      | svincolato    |
| A                | Ahmed Bani         | Al Hussein         | svincolato    |
| A                | Eric Bicfalvi      |                    | svincolato    |
| A                | Alexandru Burcea   | Concordia Chiajna  | fine prestito |
| A                | Maxim Cojocaru     | Petrocub Hîncești  | svincolato    |
| A                | Albert Hofman      | Univ. Cluj         | fine prestito |
| A                | Frédéric Maciel    | CSKA 1948 Sofia    | svincolato    |
| A                | Jovan Marković     | Univ. Craiova      | fine prestito |
| A                | Stiven Plaza       | Chindia Târgoviște | svincolato    |
| A                | Alexandru Stan     | Rapid Bucarest     | fine prestito |
| Altre operazioni |                    |                    |               |
| R.               | Nome               | a                  | Modalità      |
| P                | Darius Paharnicu   | CS Dinamo Bucarest | svincolato    |
| D                | Alexandru Mitulețu |                    | svincolato    |
| C                | Jakob Novak        |                    | svincolato    |

## Risultati

### Liga I

#### Prima fase

##### Girone di andata
| Galați 13 luglio 2025, ore 17:30 EEST 1ª giornata | Oțelul Galați | 0 – 0 referto | Petrolul Ploiești | Stadio Oțelul (6 262 spett.)\| Arbitro: \| Radu Petrescu \| |
| Arbitro:                                          | Radu Petrescu |               |                   |                                                             |

| Arbitro: | Andrei Chivulete |

|                         |           |                       |
| Tănasă 2’, 7’ Ișfan 87’ | Marcatori | 38’ Bană 85’ Paulinho |

| Arbitro: | Szabolcs Kovacs |

|                       |           |           |
| Paulinho 18’ Kazu 62’ | Marcatori | 49’ Sivis |

| Clinceni 4 agosto 2025, ore 18:00 EEST 4ª giornata | Unirea Slobozia | 0 – 0 referto | Oțelul Galați | Stadio Clinceni (468 spett.)\| Arbitro: \| Florin Andrei \| |
| Arbitro:                                           | Florin Andrei   |               |               |                                                             |

| Arbitro: | Viorel Flueran |

|             |           |           |
| Ciobanu 33’ | Marcatori | 60’ Dobre |

| Arbitro: | Horia Mladinovici |

|                             |           |  |
| Matos 62’ (rig.) Sierra 65’ | Marcatori |  |

| Galați 23 agosto 2025, ore 17:00 EEST 7ª giornata | Oțelul Galați | – referto | CFR Cluj | Stadio Oțelul |

| Miercurea Ciuc 30 agosto 2025, ore 17:00 EEST 8ª giornata | Csíkszereda | – referto | Oțelul Galați | Stadio Municipal Miercurea Ciuc |

| Galați 13 settembre 2025, ore 17:00 EEST 9ª giornata | Oțelul Galați | – referto | Botoșani | Stadio Oțelul |

| Galați 20 settembre 2025, ore 17:00 EEST 10ª giornata | Oțelul Galați | – referto | U Craiova | Stadio Oțelul |

| Bucarest 27 settembre 2025, ore 17:00 EEST 11ª giornata | FCSB | – referto | Oțelul Galați | Arena Națională |

| Galați 4 ottobre 2025, ore 17:00 EEST 12ª giornata | Oțelul Galați | – referto | Metaloglobus | Stadio Oțelul |

| Arad 18 ottobre 2025, ore 17:00 EEST 13ª giornata | UTA Arad | – referto | Oțelul Galați | Stadio Francisc von Neuman |

| Galați 25 ottobre 2025, ore 17:00 EEST 14ª giornata | Oțelul Galați | – referto | U Cluj | Stadio Oțelul |

| Sibiu 1 novembre 2025, ore 17:00 EET 15ª giornata | Hermannstadt | – referto | Oțelul Galați | Stadio Municipal Sibiu |

##### Girone di ritorno
| Ploiești 8 novembre 2025, ore 17:00 EET 16ª giornata | Petrolul Ploiești | – referto | Oțelul Galați | Stadio Ilie Oană |

| Galați 22 novembre 2025, ore 17:00 EET 17ª giornata | Oțelul Galați | – referto | Farul Costanza | Stadio Oțelul |

| Bucarest 29 novembre 2025, ore 17:00 EET 18ª giornata | Dinamo Bucarest | – referto | Oțelul Galați | Stadio Arcul de Triumf |

| Galați 6 dicembre 2025, ore 17:00 EET 19ª giornata | Oțelul Galați | – referto | Unirea Slobozia | Stadio Oțelul |

| Bucarest 13 dicembre 2025, ore 17:00 EET 20ª giornata | Rapid Bucarest | – referto | Oțelul Galați | Stadio Rapid-Giulești |

| Galați 20 dicembre 2025, ore 17:00 EET 21ª giornata | Oțelul Galați | – referto | Argeș Pitești | Stadio Oțelul |

| Cluj-Napoca 17 gennaio 2026, ore 17:00 EET 22ª giornata | CFR Cluj | – referto | Oțelul Galați | Stadio Dr. Constantin Rădulescu |

| Galați 24 gennaio 2026, ore 17:00 EET 23ª giornata | Oțelul Galați | – referto | Csíkszereda | Stadio Oțelul |

| Botoșani 31 gennaio 2026, ore 17:00 EET 24ª giornata | Botoșani | – referto | Oțelul Galați | Stadio Municipal Botoșani |

| Craiova 4 febbraio 2026, ore 17:00 EET 25ª giornata | U Craiova | – referto | Oțelul Galați | Stadio Ion Oblemenco |

| Galați 7 febbraio 2026, ore 17:00 EET 26ª giornata | Oțelul Galați | – referto | FCSB | Stadio Oțelul |

| 14 febbraio 2026, ore 17:00 EET 27ª giornata | Metaloglobus | – referto | Oțelul Galați |  |

| Galați 21 febbraio 2026, ore 17:00 EET 28ª giornata | Oțelul Galați | – referto | UTA Arad | Stadio Oțelul |

| Cluj-Napoca 28 febbraio 2026, ore 17:00 EET 29ª giornata | U Cluj | – referto | Oțelul Galați | Cluj Arena |

| Galați 7 marzo 2026, ore 17:00 EET 30ª giornata | Oțelul Galați | – referto | Hermannstadt | Stadio Oțelul |

## Statistiche

### Statistiche di squadra
Statistiche aggiornate al 10 agosto 2025 (Liga I esclusa).
| Competizione  | Competizione  | Punti | In casa | In casa | In casa | In casa | In casa | In casa | In trasferta | In trasferta | In trasferta | In trasferta | In trasferta | In trasferta | Totale | Totale | Totale | Totale | Totale | Totale | DR |
| Competizione  | Competizione  | Punti | G       | V       | N       | P       | Gf      | Gs      | G            | V            | N            | P            | Gf           | Gs           | G      | V      | N      | P      | Gf     | Gs     | DR |
| ------------- | ------------- | ----- | ------- | ------- | ------- | ------- | ------- | ------- | ------------ | ------------ | ------------ | ------------ | ------------ | ------------ | ------ | ------ | ------ | ------ | ------ | ------ | -- |
| Liga I        | Prima fase    |       |         |         |         |         |         |         |              |              |              |              |              |              |        |        |        |        |        |        |    |
| Cupa României | Cupa României | -     |         |         |         |         |         |         |              |              |              |              |              |              |        |        |        |        |        |        |    |
| Totale        | Totale        | -     |         |         |         |         |         |         |              |              |              |              |              |              |        |        |        |        |        |        |    |

### Andamento in campionato

#### Prima fase
| Giornata  | 1 | 2  | 3 | 4 | 5 | 6  | 7 | 8 | 9 | 10 | 11 | 12 | 13 | 14 | 15 | 16 | 17 | 18 | 19 | 20 | 21 | 22 | 23 | 24 | 25 | 26 | 27 | 28 | 29 | 30 |
| --------- | - | -- | - | - | - | -- | - | - | - | -- | -- | -- | -- | -- | -- | -- | -- | -- | -- | -- | -- | -- | -- | -- | -- | -- | -- | -- | -- | -- |
| Luogo     | C | T  | C | T | C | T  | C | T | C | C  | T  | C  | T  | C  | T  | T  | C  | T  | C  | T  | C  | T  | C  | T  | T  | C  | T  | C  | T  | C  |
| Risultato | N | P  | V | N | N | P  |   |   |   |    |    |    |    |    |    |    |    |    |    |    |    |    |    |    |    |    |    |    |    |    |
| Posizione | 4 | 12 | 6 | 6 | 8 | 10 |   |   |   |    |    |    |    |    |    |    |    |    |    |    |    |    |    |    |    |    |    |    |    |    |

Legenda:

Luogo: C = Casa; T = Trasferta. Risultato: V = Vittoria; N = Pareggio; P = Sconfitta.

### Statistiche dei giocatori
Sono in corsivo i calciatori che hanno lasciato la società a stagione in corso.
Statistiche aggiornate al 10 agosto 2025 (Liga I esclusa).
| Giocatore       | Liga I   | Liga I | Liga I      | Liga I     | Cupa României | Cupa României | Cupa României | Cupa României | Totale   | Totale | Totale      | Totale     |
| Giocatore       | Presenze | Reti   | Ammonizioni | Espulsioni | Presenze      | Reti          | Ammonizioni   | Espulsioni    | Presenze | Reti   | Ammonizioni | Espulsioni |
| --------------- | -------- | ------ | ----------- | ---------- | ------------- | ------------- | ------------- | ------------- | -------- | ------ | ----------- | ---------- |
| Andrezinho      | 0        | 0      | 0           | 0          | 0             | 0             | 0             | 0             | 0        | 0      | 0           | 0          |
| Ș. Bană         | 0        | 0      | 0           | 0          | 0             | 0             | 0             | 0             | 0        | 0      | 0           | 0          |
| E. Bicfalvi     | 4        | 0      | 1           | 0          | 0             | 0             | 0             | 0             | 4        | 0      | 1           | 0          |
| J. Bonilla      | 0        | 0      | 0           | 0          | 0             | 0             | 0             | 0             | 0        | 0      | 0           | 0          |
| D. Bordun       | 0        | 0      | 0           | 0          | 0             | 0             | 0             | 0             | 0        | 0      | 0           | 0          |
| C. Chira        | 0        | 0      | 0           | 0          | 0             | 0             | 0             | 0             | 0        | 0      | 0           | 0          |
| A. Ciobanu      | 0        | 0      | 0           | 0          | 0             | 0             | 0             | 0             | 0        | 0      | 0           | 0          |
| C. Dur-Bozoancă | 0        | 0      | 0           | 0          | 0             | 0             | 0             | 0             | 0        | 0      | 0           | 0          |
| P. Fernandes    | 0        | 0      | 0           | 0          | 0             | 0             | 0             | 0             | 0        | 0      | 0           | 0          |
| M. Frunză       | 0        | 0      | 0           | 0          | 0             | 0             | 0             | 0             | 0        | 0      | 0           | 0          |
| P. Iacob        | 0        | 0      | 0           | 0          | 0             | 0             | 0             | 0             | 0        | 0      | 0           | 0          |
| João Paulo      | 0        | 0      | 0           | 0          | 0             | 0             | 0             | 0             | 0        | 0      | 0           | 0          |
| Kazu            | 0        | 0      | 0           | 0          | 0             | 0             | 0             | 0             | 0        | 0      | 0           | 0          |
| J. Lameira      | 0        | 0      | 0           | 0          | 0             | 0             | 0             | 0             | 0        | 0      | 0           | 0          |
| V. Murria       | 0        | 0      | 0           | 0          | 0             | 0             | 0             | 0             | 0        | 0      | 0           | 0          |
| C. Neicu        | 0        | 0      | 0           | 0          | 0             | 0             | 0             | 0             | 0        | 0      | 0           | 0          |
| D. Neicu        | 0        | 0      | 0           | 0          | 0             | 0             | 0             | 0             | 0        | 0      | 0           | 0          |
| Né Lopes        | 0        | 0      | 0           | 0          | 0             | 0             | 0             | 0             | 0        | 0      | 0           | 0          |
| Paulinho        | 0        | 0      | 0           | 0          | 0             | 0             | 0             | 0             | 0        | 0      | 0           | 0          |
| R. Postelnicu   | 0        | 0      | 0           | 0          | 0             | 0             | 0             | 0             | 0        | 0      | 0           | 0          |
| I. Popescu      | 0        | 0      | 0           | 0          | 0             | 0             | 0             | 0             | 0        | 0      | 0           | 0          |
| A. Rus          | 0        | 0      | 0           | 0          | 0             | 0             | 0             | 0             | 0        | 0      | 0           | 0          |
| D. Sandu        | 0        | 0      | 0           | 0          | 0             | 0             | 0             | 0             | 0        | 0      | 0           | 0          |
| R. Trif         | 4        | 0      | 0           | 0          | 0             | 0             | 0             | 0             | 4        | 0      | 0           | 0          |
| G. Ursu         | 0        | 0      | 0           | 0          | 0             | 0             | 0             | 0             | 0        | 0      | 0           | 0          |
| M. Želev        | 0        | 0      | 0           | 0          | 0             | 0             | 0             | 0             | 0        | 0      | 0           | 0          |
| D. Živulić      | 0        | 0      | 0           | 0          | 0             | 0             | 0             | 0             | 0        | 0      | 0           | 0          |